# HOCH-N
HOCHN (Nachhaltigkeit an Hochschulen: entwickeln – vernetzen – berichten) ist ein vom BMBF gefördertes Verbundprojekt, das nachhaltige Entwicklung im Sinne der Ziele für nachhaltige Entwicklung (SDGS) an deutschen Universitäten und Fachhochschulen voranbringt. Im Rahmen des im November 2016 gestarteten Projektes wird anwendungsorientiert in den Handlungsfeldern Governance, Nachhaltigkeitsberichterstattung, Lehre, Forschung, Transfer und Betrieb (technische und nicht-technische Verwaltung) geforscht. Hierbei sind sechs Handlungsleitfäden entstanden, die von anderen Hochschulen für einen möglichst „niedrigschwelligen Einstieg“ in eine nachhaltige Hochschularbeit genutzt werden können. Im Jahr 2018 wurde das Projekt vom Bundesministerium für Bildung und Forschung (BMBF) um zwei weitere Jahre bis Ende Oktober 2020 verlängert. Mit HOCHN ist außerdem das größte deutsche Hochschulnetzwerk zum Thema Nachhaltigkeit entstanden. Das Projekt erhielt eine Fördersumme in Höhe von 2,5 Millionen Euro aus öffentlichen Geldern. Die Fortführung von HOCHN erfolgt ab 2020 in der neu gegründeten Deutsche Gesellschaft für Nachhaltigkeit an Hochschulen e.V. (DG HochN).

## Beteiligte Hochschulen
Forschend am Projekt beteiligt sind die Universitäten bzw. Fachhochschulen Katholische Universität Eichstätt-Ingolstadt,  Freie Universität Berlin, Universität Bremen, Technische Universität Dresden, Universität Duisburg-Essen, Hochschule für nachhaltige Entwicklung Eberswalde, Universität Hamburg, Leuphana Universität Lüneburg, Ludwig-Maximilians-Universität München, Eberhard Karls Universität Tübingen, Universität Vechta sowie die Hochschule Zittau/Görlitz.

## Entstehung
HOCHN wurde vom BMBF in Folge des „LeNa“-Projekts initiiert. Der „Leitfaden für Nachhaltigkeitsmanagement in außeruniversitären Forschungsorganisationen“ ist von der Fraunhofer-, Helmholtz- und der Leibniz-Gemeinschaft erarbeitet worden. Bei seiner Vorstellung im Rahmen des 3. Symposiums „Nachhaltigkeit in der Wissenschaft“ (SISI) 2016 in Berlin wurde von der Forschungsministerin Johanna Wanka das Anschlussprojekt HOCHN  angekündigt.

## Forschung
Im Verbundprojekt wird in den Arbeitsbereichen Handlungsfeldern Governance, Nachhaltigkeitsberichterstattung, Lehre, Forschung, Transfer und Betrieb (technische und nicht-technische Verwaltung) geforscht. Die Erkenntnisse, Good-Practice-Beispiele und Case Studies sind in thematischen Leitfäden zur nachhaltigen Hochschulentwicklung eingeflossen. Sie sind dafür gedacht bei der Entwicklung einer nachhaltigen Hochschullandschaft in Deutschland als Orientierungshilfe zu dienen.

## Projektziele
Neben der Forschung steht der Aufbau eines Netzwerkes für eine nachhaltige Hochschullandschaft im Fokus des Projekts. Die erste Zielgröße war die Vernetzung von Partnern und Partnerinnen von 100 deutschen Hochschulen, die jedoch bereits im Oktober 2018 erreicht wurde. Im Februar 2020 sind es inzwischen rund 250 Personen von 125 verschiedenen deutschen Hochschulen.

## Ergebnisse
Die Projektergebnisse sind online einsehbar. Im Bereich Nachhaltigkeitsberichterstattung ist z. B. am 15. Mai 2018 der hochschulspezifische Deutschen Nachhaltigkeits-Kodex (HS-DNK) der Öffentlichkeit vorgestellt worden. Außerdem haben im Oktober 2018 die elf Verbundhochschulen anwendungsbezogene Einzelleitfäden als Zwischenergebnis zu den Handlungsfeldern Governance, Nachhaltigkeitsberichterstattung, Lehre, Forschung, Betrieb und Transfer veröffentlicht. Eine digitale Version der Leitfäden als Online-Wiki ist in Planung und wird voraussichtlich im Herbst 2020 vorgestellt.
Seit Dezember 2018 werden einzelne Handlungsfelder, Ergebnisse, Prozesse, Projektabläufe und Zukunftsvisionen im HOCHN-Podcast: Nachhaltigkeit in Serie vorgestellt und besprochen.
Einen Überblick über die deutschlandweite Vernetzung aller Personen und Institutionen, die beim Projekt HOCHN mitreden, mitmachen und mitverantworten wollen, bietet die HOCHN-Nachhaltigkeitslandkarte.

## Veranstaltungen
Als wichtiger Bestandteil des Projekts wird die Veranstaltung regelmäßiger Praxis-Forschungs-Workshops angegeben, die zu den oben erwähnten Handlungsfeldern stattfinden und Interessierten offen stehen. Eine weitere Veranstaltung war der sogenannte 1. NetworkDay im September 2017, an dem 200 internationale Nachhaltigkeitsakteure teilnahmen. 2019 fanden diverse Veranstaltungen in ganz Deutschland, sogenannte HOCHN-Hubs statt. Durch die regionalen HOCHN-Netzwerkhubs wird der Austausch mit regionalen Netzwerken und externen Multiplikatoren aus Zivilgesellschaft, Politik oder Wirtschaft gestärkt. Die Co-Creation Hubs (HOCHN Perspektive 2030) entwerfen durch kreative Methoden innovative Zukunftsszenarien, machen alternative Perspektiven erlebbar und bauen Inspirationen aus. Zielpublikum der HOCHN-Hubs sind Hochschulangehörige und externe Multiplikatoren, die sich im Themenbereich Nachhaltigkeit engagieren. Erste HOCHN-Netzwerkhubs gab es bereits in Pforzheim und in Essen. Im Anschluss des verbundinternen dritten Kollaborationstreffens der elf geförderten HOCHN-Hochschulen sowie des Fachbeirats gab es im März 2019 auch ein HOCHN-Co-Creation Hub in Hamburg. Beim letzten geplanten deutschlandweiten Netzwerktreffen kommen Ende März 2020 noch einmal alle Akteure in Hamburg zusammen.

## Förderung
Gefördert wird das HOCHN-Projekt im Rahmen der BMBF-Initiative „Nachhaltigkeit in der Wissenschaft“ (SISI), die wiederum Teil des Rahmenprogramms „Forschung für Nachhaltige Entwicklungen “ (FONA) ist.